# Jurasüdfusslinie

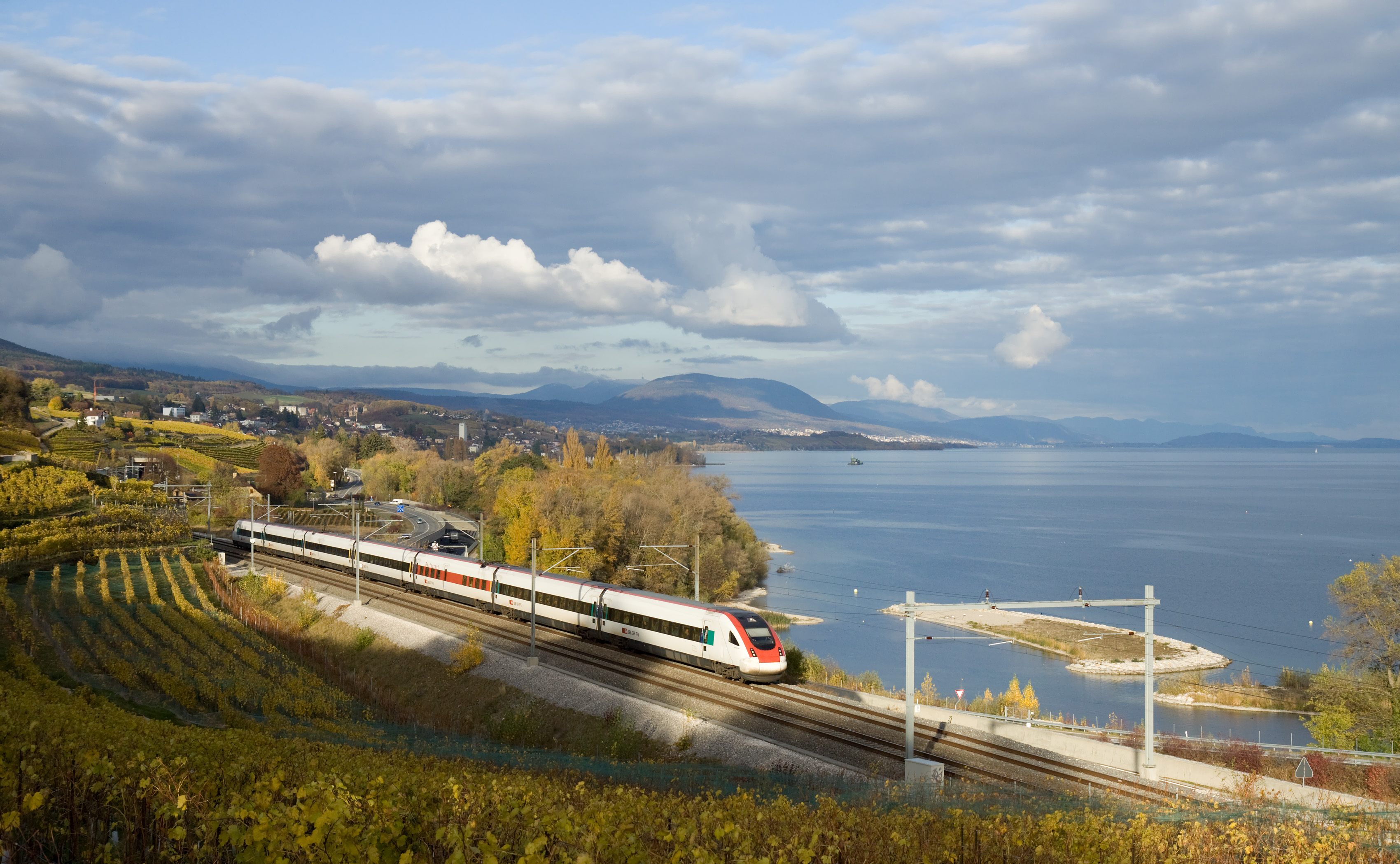
ICN-Neigezug am Neuenburgersee bei Vaumarcus

Als Jurasüdfusslinie oder auch Jurafusslinie wird die schweizerische Eisenbahnstrecke bezeichnet, die ab Olten entlang des namengebenden Jurasüdfusses über Solothurn–Biel/Bienne–Neuenburg nach Lausanne führt. Sie besteht aus den Teilstrecken Olten–Solothurn, Solothurn–Biel/Bienne und Biel/Bienne–Lausanne.
Sie ist eine wichtige Ost-West-Verbindung in der Schweiz, wobei die Strecke in Ligerz nur einspurig ausgebaut ist. Dies führt vor allem im Regionalverkehr zu Engpässen. Der Ausbau auf Doppelspur zwischen Twann und Ligerz ist im Ausbauschritt 2025 des FABI-Projektes enthalten. Wegen der kurvenreichen Strecke entlang des Neuenburgersees wird die Jurasüdfusslinie mit Neigezügen befahren.
Wichtigste Ost-West-Verbindung der Schweiz ist die Mittellandlinie, die über die Neubaustrecke Mattstetten-Rothrist, Bern und Fribourg nach Lausanne führt.